# Yolanda Be Cool

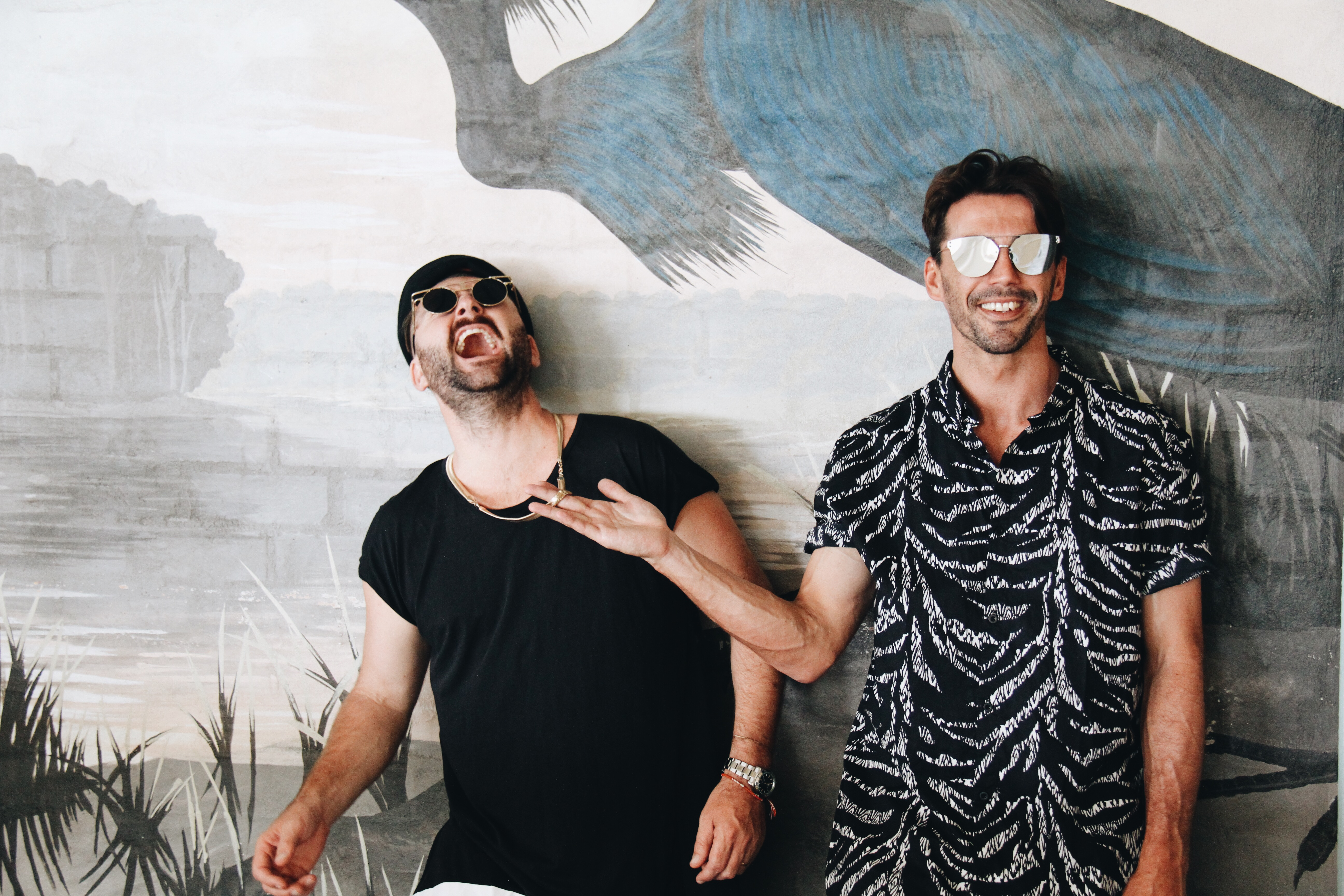
Andrew et Matthew Handley en 2016.

Yolanda Be Cool est un groupe australien composé d'Andrew (Johnson Peterson) et Matthew Handley (Sylvester Martinez).

## Biographie
Le nom du groupe viendrait du film de Quentin Tarantino Pulp Fiction (1994), où Jules (Samuel L. Jackson) crie « Be Cool ! » à une femme nommée Yolanda (Amanda Plummer).
En 2009, ils ont collaboré avec le producteur australien DCUP (de son vrai nom Duncan MacLennan) pour son remix du hit Afro Nuts.
L'année suivante, ils collaborent encore avec DCUP pour We No Speak Americano sur le label australien Sweat It Out indie, à partir d'une chanson de Renato Carosone de 1956, Tu vuo' fa' l'americano, écrite par Renato Carosone et Nicola "Nisa" Salerno.
We No Speak Americano est en tête en Allemagne, Irlande, Angleterre, Suède et atteint le Top 5 en Australie, en Espagne et en Norvège. Sa vidéo a été réalisée par Andy Hylton à Lutimedia.
Yolanda Be Cool joue aussi We No Speak Americano sur scène, accompagnés de saxophonistes et d'un contrebassiste, comme lors de leur concert à Hanovre, en Allemagne, dans la salle du Dome55.
En 2013, Yolanda Be Cool remixe le single Girls Just Want to Have Fun de Cyndi Lauper pour la ré-édition de l'album She's So Unusual sous le titre She's So Unusual 30th Anniversary Celebration.

## Discographie

### Singles
| Année | Titre                                           | Charts | Charts | Charts | Charts | Charts | Charts | Charts | Charts | Charts | Charts | Charts | Charts | Charts | Charts | Charts | Charts | Charts | Charts | Charts |  |
| Année | Titre                                           | ARG    | AUS    | BEL    | BRA    | CAN    | DEN    | ESP    | FIN    | GER    | AUT    | SUI    | IRL    | ITA    | NED    | NZL    | NOR    | SWE    | ROM    | UK     |  |
| ----- | ----------------------------------------------- | ------ | ------ | ------ | ------ | ------ | ------ | ------ | ------ | ------ | ------ | ------ | ------ | ------ | ------ | ------ | ------ | ------ | ------ | ------ |  |
| 2009  | Afro Nuts                                       | -      | -      | -      | –      | –      | -      | -      | -      | -      | -      | -      | -      | -      | -      | -      | -      | -      | -      | -      |  |
| 2009  | Holy Cow                                        | -      | -      | -      | –      | –      | -      | -      | -      | -      | -      | -      | -      | -      | -      | -      | -      | -      | -      | -      |  |
| 2010  | The Mexican                                     | -      | -      | -      | –      | –      | -      | -      | -      | -      | -      | -      | -      | -      | -      | -      | -      | -      | -      | -      |  |
| 2010  | We No Speak Americano                           | 1      | 4      | 1      | 1      | 54     | 1      | 2      | 1      | 1      | 1      | 1      | 1      | 2      | 1      | 2      | 4      | 1      | 1      | 1      |  |
| 2010  | Gipsy Moves                                     | -      | -      | -      | –      | –      | -      | -      | -      | -      | -      | -      | -      | -      | -      | -      | -      | -      | -      | -      |  |
| 2010  | Bon, Bon (We No Speak Americano) (avec Pitbull) | -      | -      | -      | –      | –      | -      | -      | -      | -      | -      | -      | -      | -      | -      | -      | -      | -      | -      | -      |  |
| 2012  | Le Bump (avec Crystal Waters)                   | -      | -      | -      | -      | -      | -      | -      | -      | -      | -      | -      | -      | -      | -      | -      | -      | -      | -      | -      |  |
| 2015  | Sugar Man (avec DCUP)                           | -      | 15     | -      | -      | -      | -      | -      | -      | -      | -      | 15     | -      | -      | -      | -      | -      | -      | -      | -      |  |

## Remixes
- 2010 : Alesha - Drummer Boy (Yolanda Be Cool and DCup Remix)
- 2010 : ULC Hnan Solo - Fortune Cookie (Yolanda Be Cool Remix)
- 2010 : Jazzbit - Sing Sing Sing 2010 Remixes (Yolanda Be Cool & Dcup Remix)
- 2010 : Dennis Ferrer - Hey Hey (Yolanda Be Cool Remix)
- 2013 : Cyndi Lauper - Girls Just Want to Have Fun (Yolanda Be Cool Remix)